# Мојспат
Мојспат (њем. Meuspath) општина је у њемачкој савезној држави Рајна-Палатинат. Једно је од 74 општинска средишта округа Арвајлер. Према процјени из 2010. у општини је живјело 141 становника. Посједује регионалну шифру (AGS) 7131050.

## Географски и демографски подаци
Мојспат се налази у савезној држави Рајна-Палатинат у округу Арвајлер. Општина се налази на надморској висини од 560 метара. Површина општине износи 3,1 km². У самом мјесту је, према процјени из 2010. године, живјело 141 становника. Просјечна густина становништва износи 46 становника/km².